# Einachsschlepper

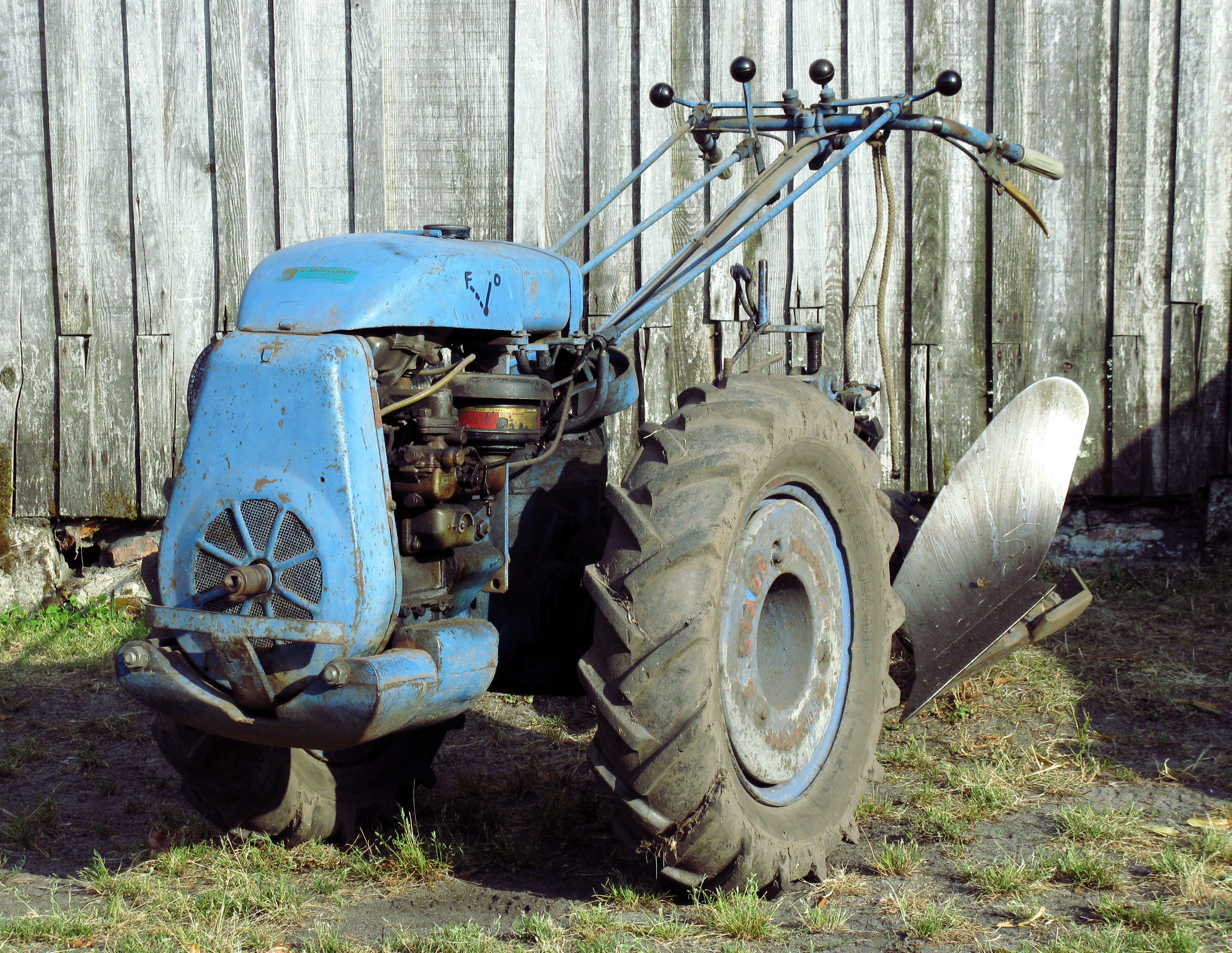
Einachsschlepper mit Winkeldrehpflug

Ein Einachsschlepper, auch Einachstraktor, Einachser oder Deichselreiter genannt, ist eine landwirtschaftliche Maschine zur Boden- und Grünlandbearbeitung sowie für Transportaufgaben oder Grundstücks- und Wegepflege. Dabei ist die Antriebstechnik samt Lenkung und Tank an einer Achse konzentriert. Dahinter kann der Fahrer gehen oder auch auf einem Anhänger(anbau) sitzen.

## Einsatzmöglichkeiten und Entwicklung
Ein Einachsschlepper hat nur zwei durch einen Benzin- oder Dieselmotor mittels mechanischem Getriebe oder auch hydrostatisch angetriebene Räder und wird von dem in der Regel hinter der Maschine hergehenden Bediener gelenkt. Zum leichteren Lenken des Schleppers können Differentiale sowie Einzelradkupplungen und/oder -bremsen eingebaut sein. Einachsschlepper verfügen regelmäßig über eine oder mehrere Zapfwelle(n). Oft ist es möglich, den Lenkholm um 180 Grad zu drehen, um bestimmte Anbaugeräte wie beispielsweise Balkenmäher im Frontanbau betreiben zu können. Gängige Anbaugeräte sind Fräse oder Umkehrfräse, Pflug, Balkenmäher, Mulcher, Bandrechen, Kehrmaschinen, Schneefräse, Spritzen, Pumpen und einachsige Anhänger, zum Teil auch mit Triebachse (durch Wegezapfwelle angetriebene Anhängerachse).
Einachsschlepper sind mit den Konstruktion ab den 1910er-Jahren entstandenen Tragpflüge verwandt. Sie waren in den 1950er bis 1970er Jahren sehr verbreitet. Neben dem heute noch gängigen Einsatz in Gärtnereien und zur Landschaftspflege wurden sie seinerzeit auch häufig in kleinen landwirtschaftlichen Betrieben, vor allem im Nebenerwerb, eingesetzt. Mit dem Einachsschlepper konnten allerdings nur teilweise bereits vorhandene Geräte für Zugtiere weiter verwendet werden, in der Regel war aber – zum Beispiel bei den Pflügen – ein auf den jeweiligen Traktor abgestimmtes Anbaugerät erforderlich.

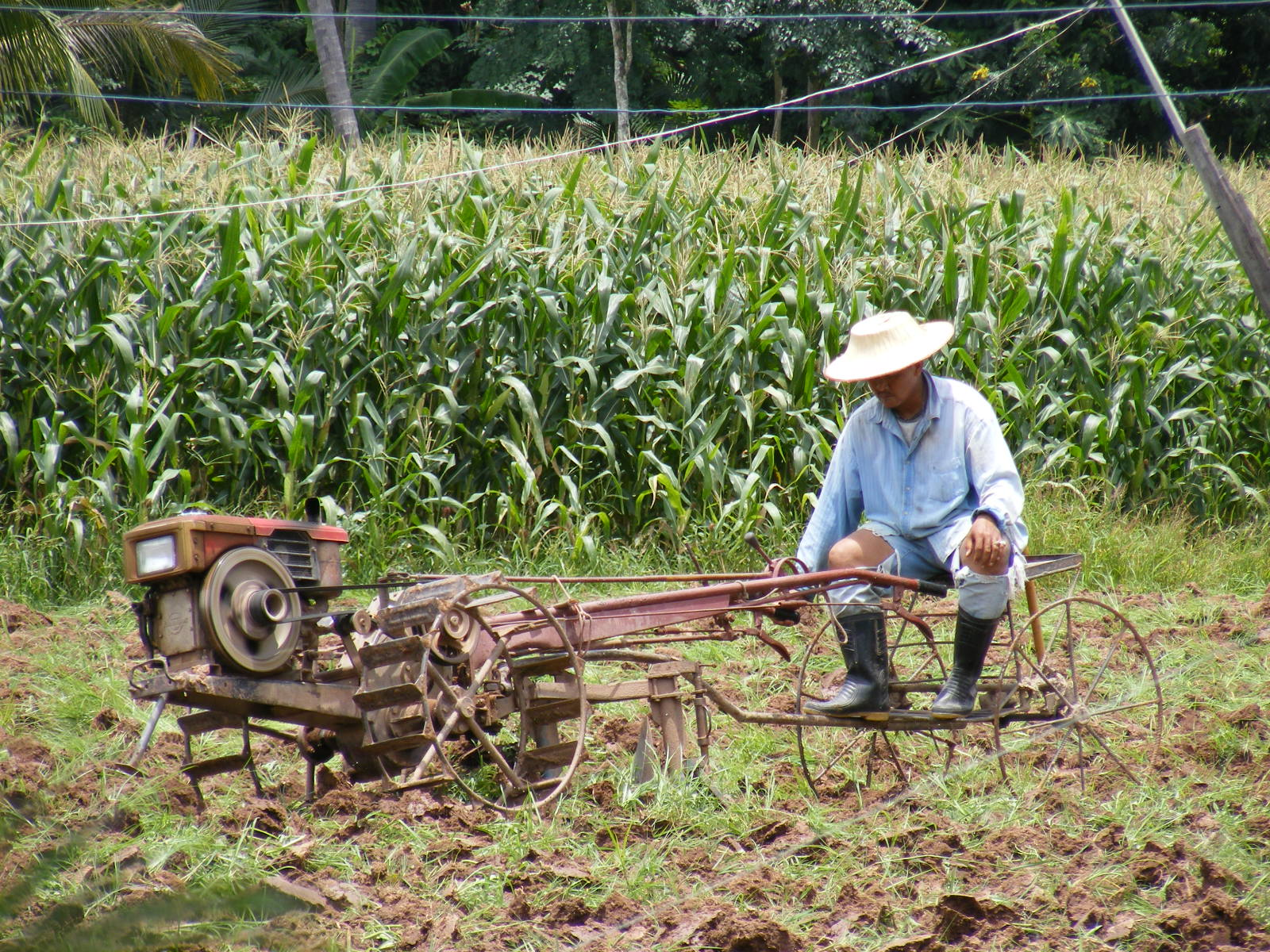
Thailändischer Bauer bei der Arbeit, auf zweiter Achse sitzend

Heute wird der Einachsschlepper wegen seiner vielfältigen Einsatzmöglichkeiten weiterhin in Gärtnereien, im Garten- und Landschaftsbau (vor allem auch als Balkenmäher zum Schneiden von Hochgras), im Kommunaldienst und bei Nebenerwerbs- oder Hobbylandwirten verwendet. Vorteile gegenüber dem Einsatz eines vierrädrigen Kleinschleppers sind vor allem die große Wendigkeit und die durch das vergleichsweise niedrige Gewicht gegebene Bodenschonung. Ausschlaggebend ist oft auch die Größe und der Ertrag der zu bearbeitenden Fläche, welche das Preis-Leistungs-Verhältnis der einzusetzenden motorisierten Maschine bestimmen. Kleinere Einachser sind aber auch für Hobbygärtner von Nutzen, die große Gärten bewirtschaften und mit dem Schlepper viele unterschiedliche Arbeiten verrichten können.
In Regionen mit eher niedrigem Entwicklungsstand werden die Einachser immer noch recht häufig in der Landwirtschaft eingesetzt, da in diesen Gegenden die Vorteile der günstigeren Anschaffungskosten (Ankauf zuerst der Zugmaschine mit Pflug, später den Transportkarren usw.), der Multifunktionalität und der Wendigkeit oft von hoher Relevanz sind. Zum Beispiel können aufgrund der geringen Breite dieser Schlepperart auch frühere Maultierpfade abseits befestigter Straßen befahren werden.

Hersteller von Einachser im deutschen Sprachraum waren bzw. sind es teilweise noch: Agria, Aebi, Bucher, Bungartz, Fahr, Fortschritt, Gutbrod, Hako, Holder, Honda, Husqvarna, IRUS, Köppl, Monax, Rapid, Reform, Schanzlin, Schmiedag, Siemens-Schuckertwerke, SOLO

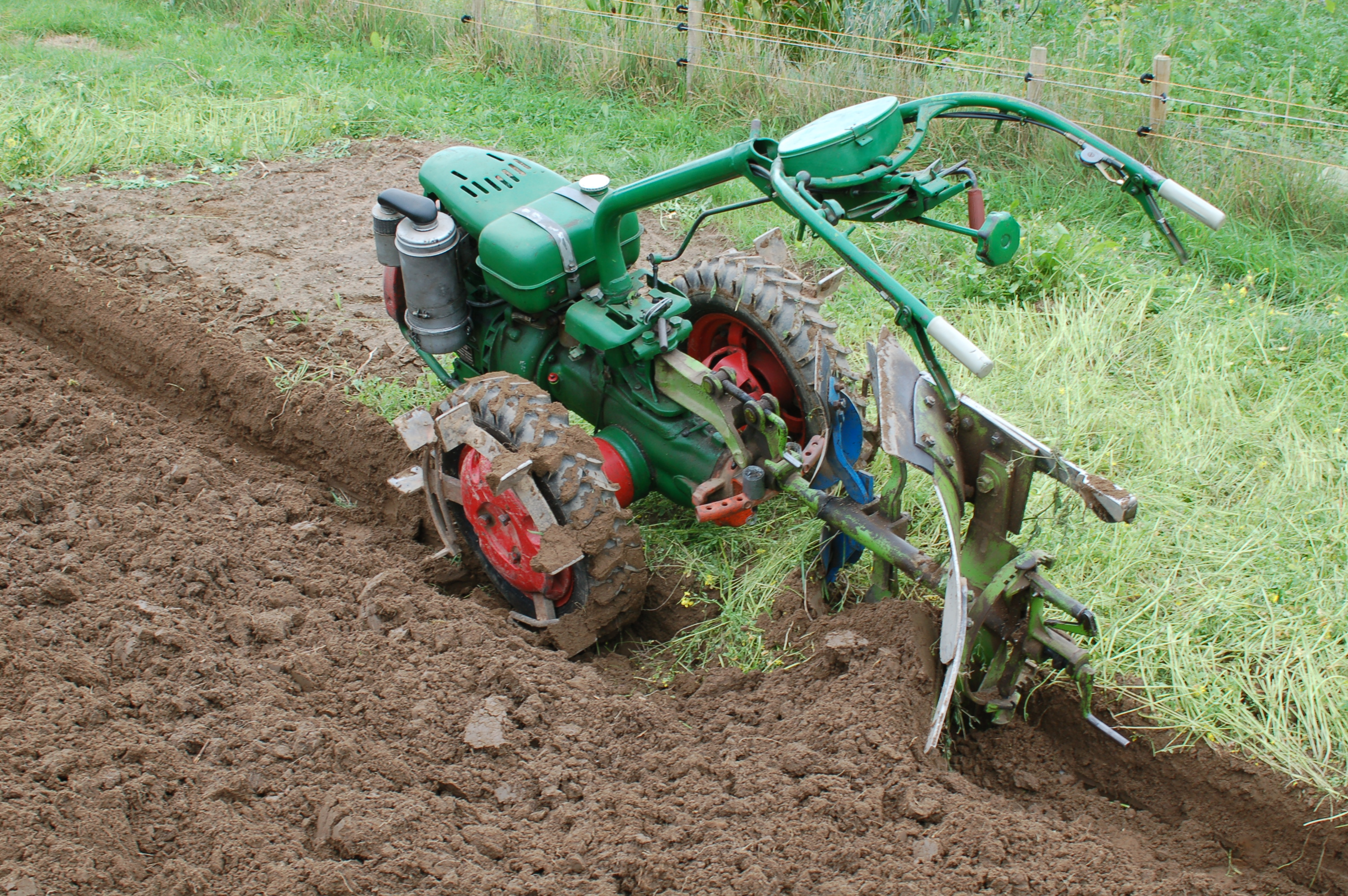
Einachstraktor bei der Pflugarbeit mit einem Drehpflug, Aufsteckgreifer an den Rädern für bessere Traktion
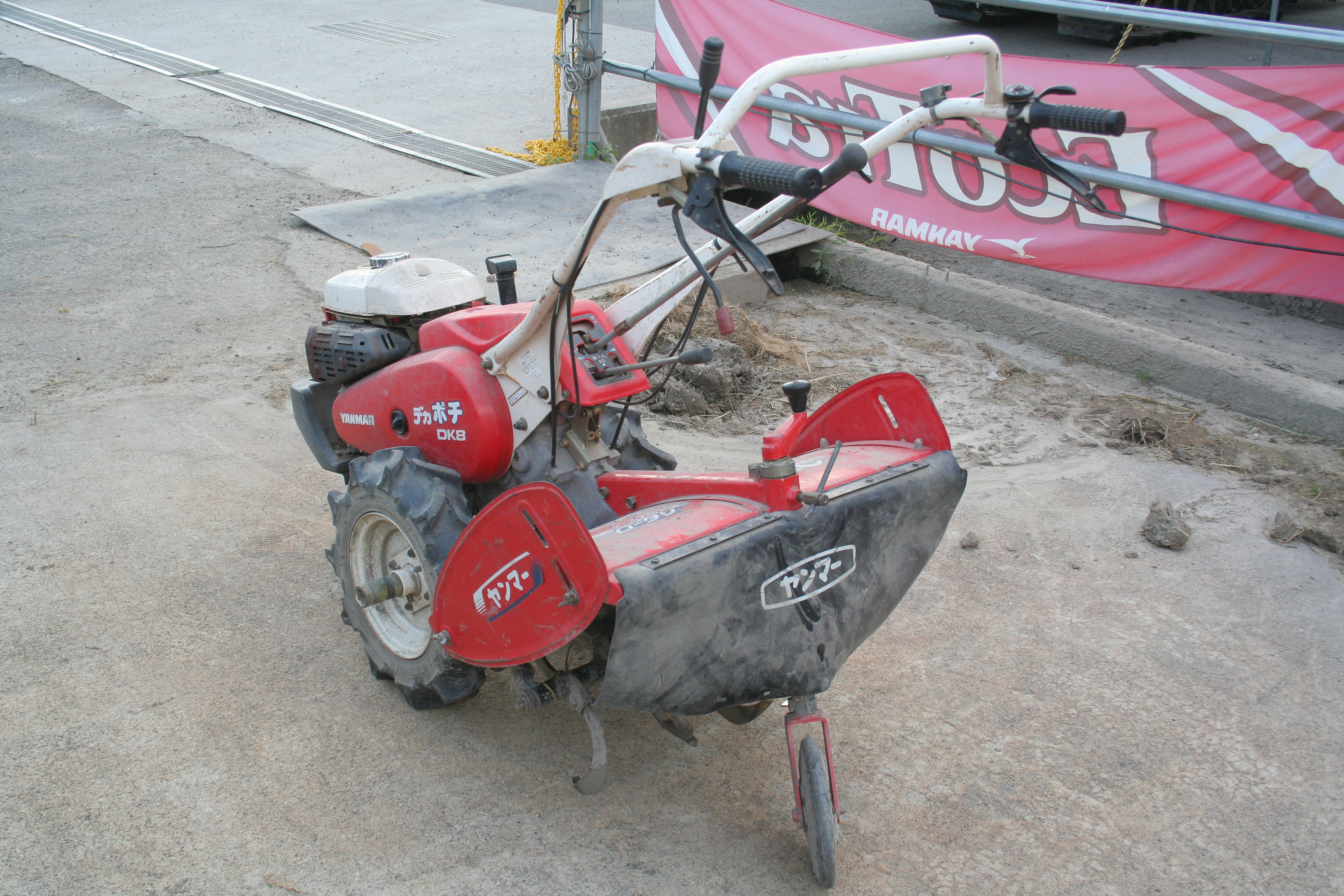
Einachser mit Fräse
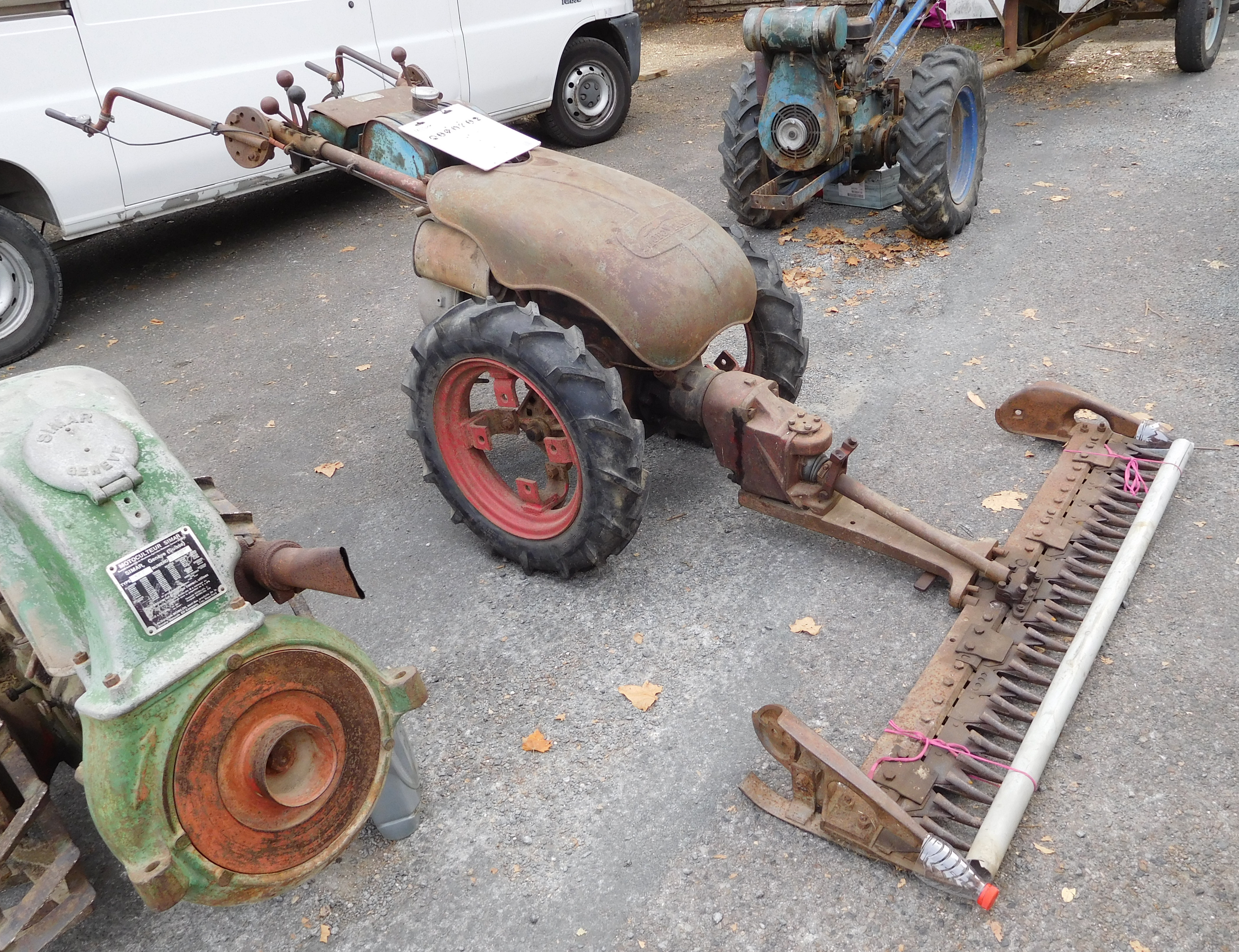
Einachsschlepper mit Mähbalken
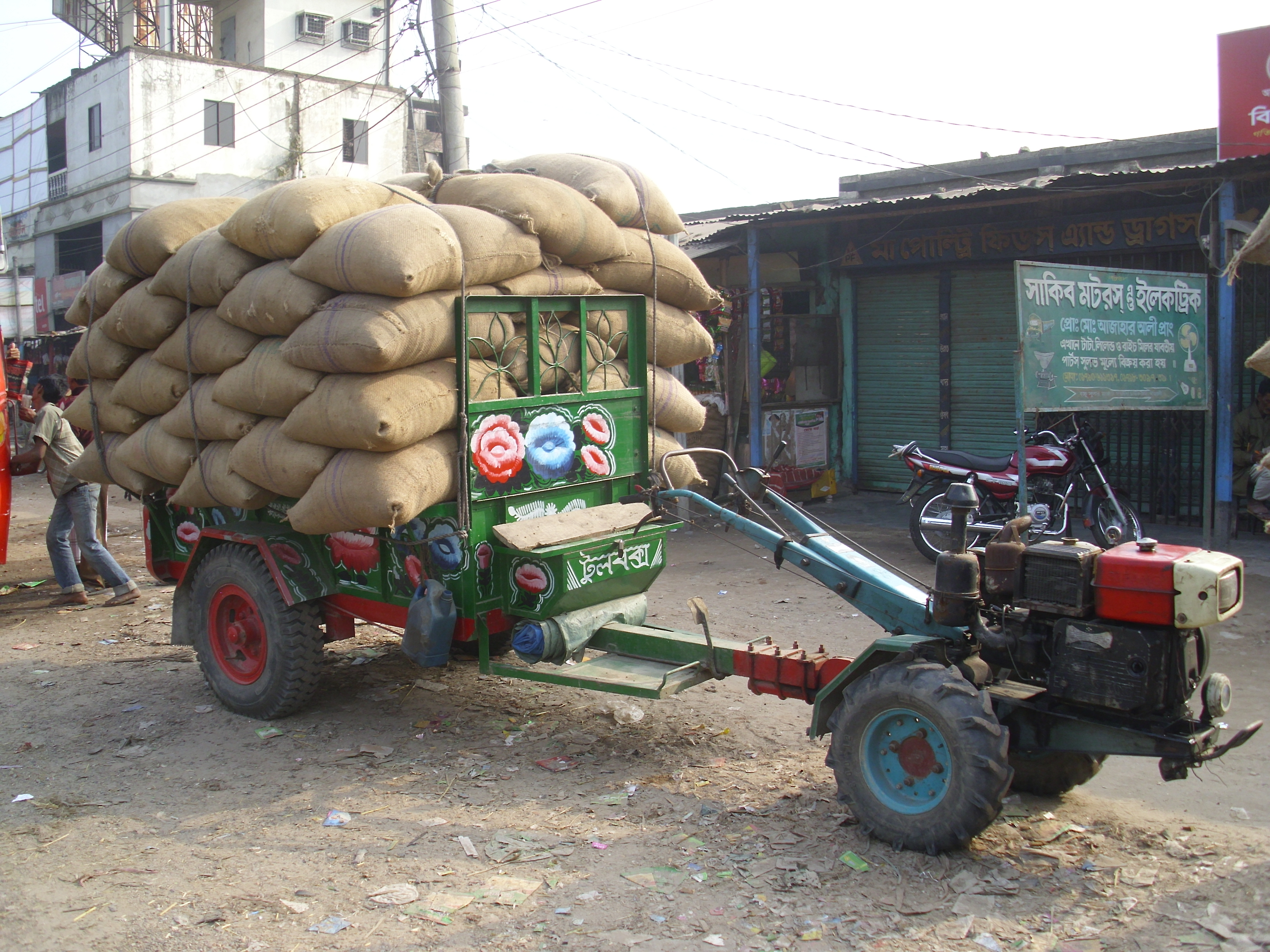
Einachsschlepper wird zum Transport benutzt
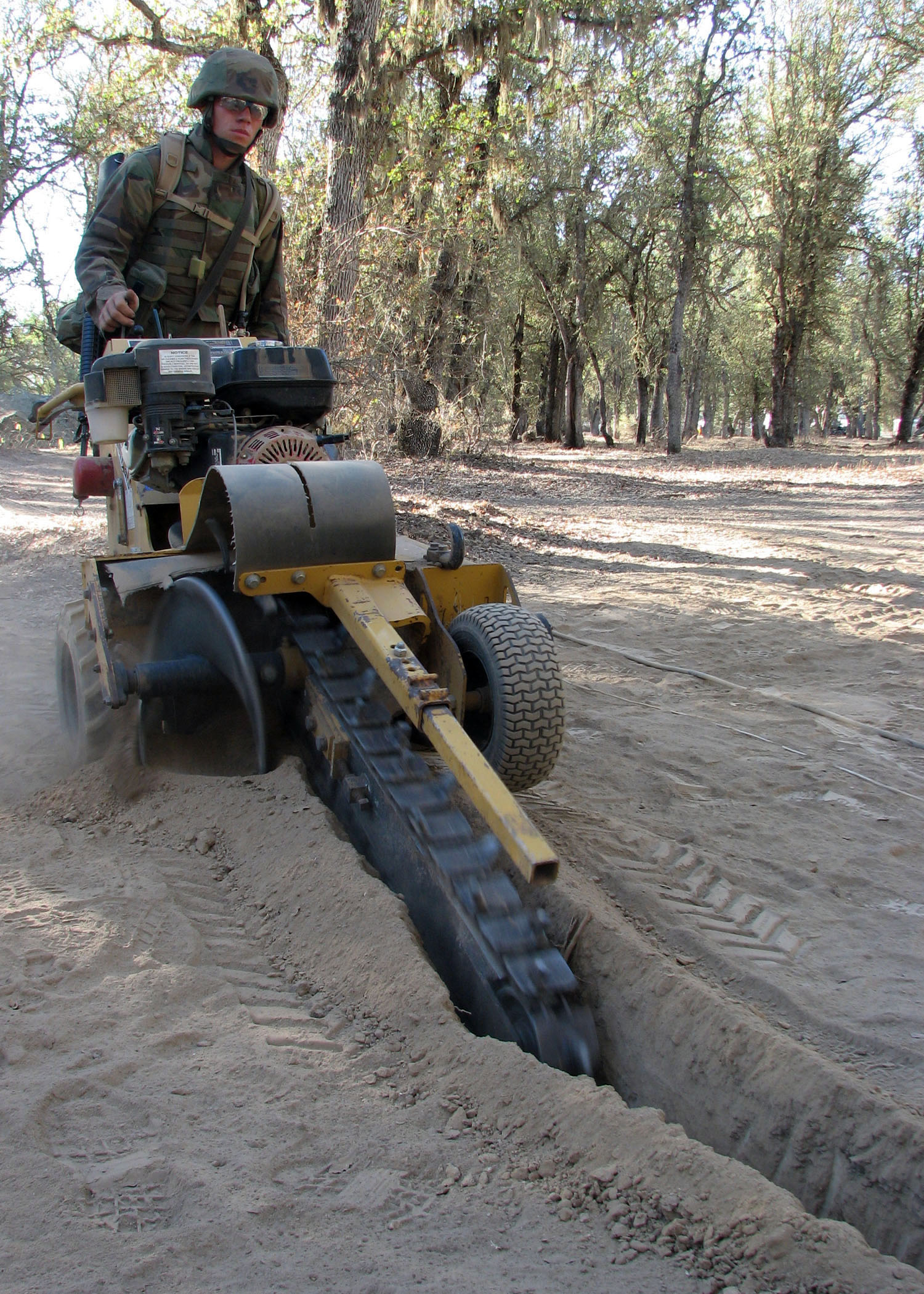
Einachsschlepper als handgeführte Grabenfräse

## Einachserrennen

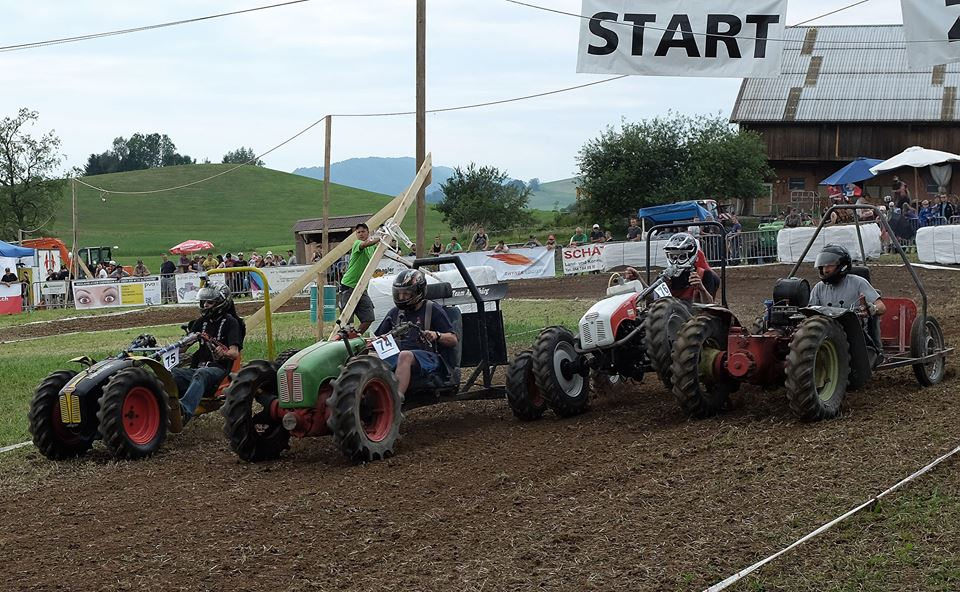
Einachserrennen (Fahrer sitzen auf zweiter Achse)

In den letzten Jahren erfreuen sich insbesondere in der Schweiz Einachserrennen auf Geländestrecken steigender Beliebtheit. Ausgehend von einem traditionellen Einachser mit Anhänger (was genaugenommen ein Zweiachser ist) kommen eine Vielzahl von Eigenkonstruktionen zum Einsatz, entsprechend wird in verschiedenen Kategorien gestartet. Die Motoren sind meist stark leistungsgesteigert und/oder stammen von Autos bzw. Motorrädern. Die Fahrzeuge haben Vorder-, Hinter- oder Allradantrieb, sind mit Sitzschalen, Sicherheitsgurten und Überrollbügeln versehen und oft wird der Motor – entgegen der ursprünglichen Konfiguration – hinter dem Fahrer verbaut. Gemeinsam ist allen diesen Gefährten jedoch, dass die Vorderräder nicht einzeln lenkbar sind, sondern starr auf einer Achse sitzen, welche vom Fahrer nicht mittels eines Steuerrads, sondern über seitwärts bewegte Lenkholme geschwenkt wird.
Auch in Deutschland werden diese Einachserrennen ausgetragen, mancherorts seit den frühen achtziger Jahren. In Spanien kommt es alljährlich im Frühjahr zu diesem Spektakel, mittlerweile gesponsert von einem bekannten Getränkehersteller.